# 권리분석
권리분석이란 법원경매를 통해 경매물건을 낙찰받기 전 낙찰자가 낙찰대금 이외에 추가로 인수해야되는 권리가 있는지 여부를 확인하기 위한 절차이다. 권리분석을 하기 위해서 기준이 되는 권리를 찾아내어 그 이전 권리는 인수되고, 그 이후 권리는 말소된다. 이 때 인수되는 권리와 말소되는 권리를 구분해야 하며, 낙찰 후에도 소멸되지 않는 권리는 낙찰자에게 인수된다.
인수되는 권리는 다음과 같다.
- 최고선순위의 담보물권보다 우선인 용익물권(지상권, 전세권, 지역권)과 환매권, 임차권, 가처분, 가등기, 가압류 등기
- 경매개시결정등기일보다 앞선 전세권, 지역권, 지상권, 임차권, 대항력과 확정일자를 갖춘 임차인, 가등기, 가처분등기, 환매등기